# دژ آمیر
دژ آمیر (هندی: आमेर क़िला) قلعه‌ای تاریخی در هندوستان و جزء میراث جهانی یونسکو در هند است. کاخ و دژ آمیر بر روی تپه‌ای واقع شده و بر دریاچه مائوتا مشرف است. این قلعه توسط مان سینگ اول، راجای راجستان و یکی از سرداران مورد اعتماد اکبرشاه ساخته شد و بعدها توسط جای سینگ دوم توسعه یافت.

## نگارخانه

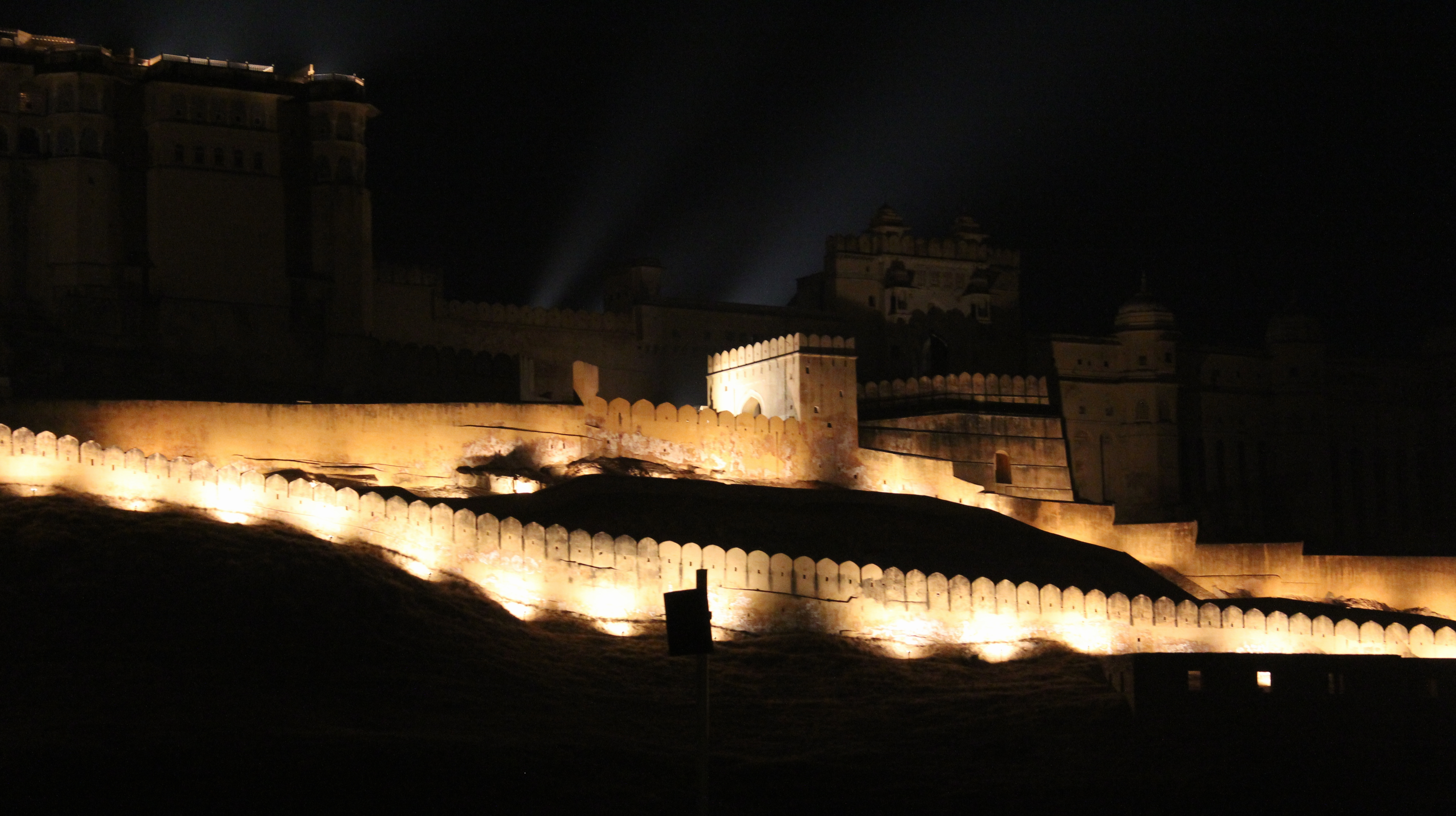
Amer fort view during the night lighting
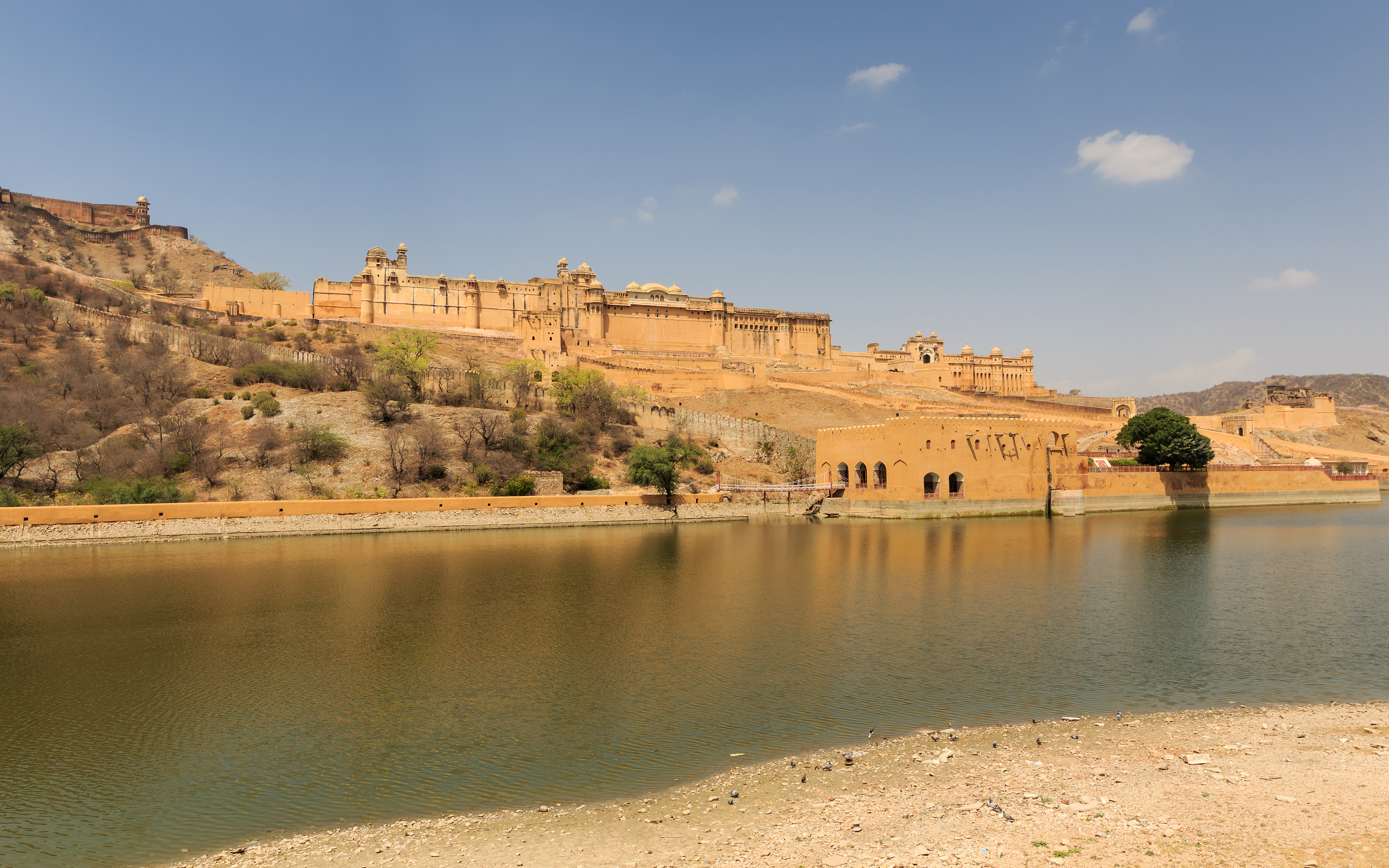
Amer Fort overlooking Maota Lake
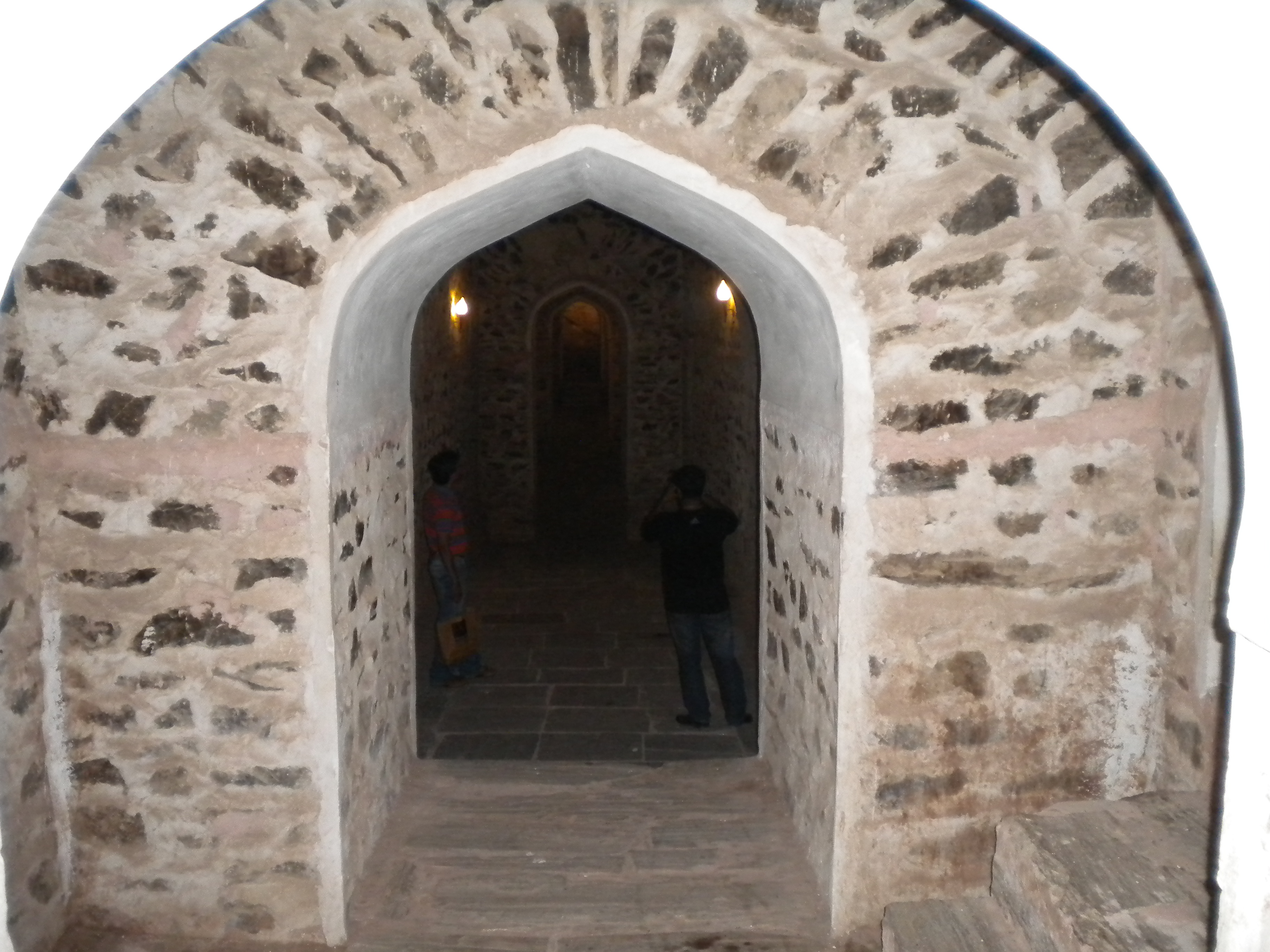
Tunnel connecting Amer Fort and Jaigarh Fort
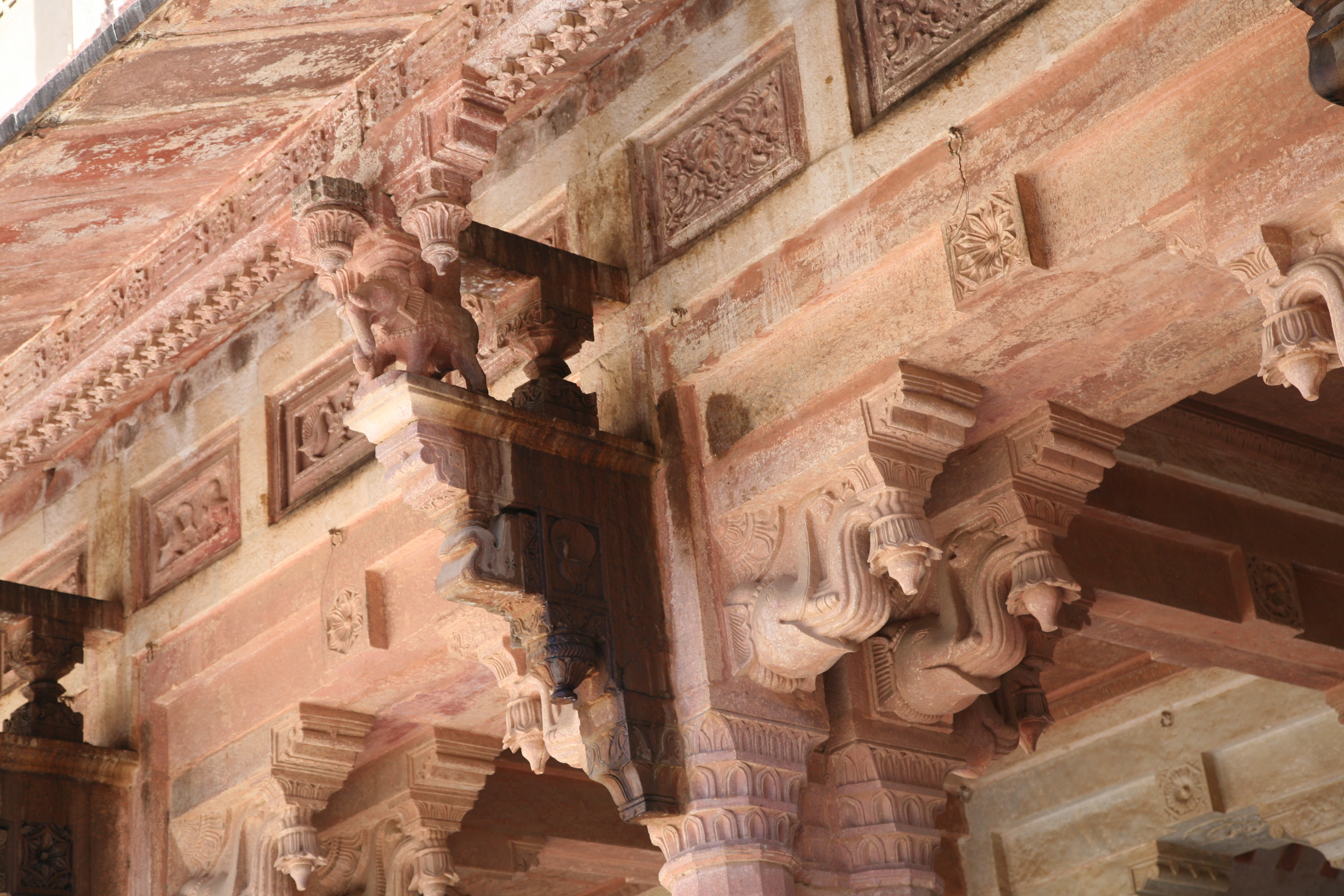
Double collanade of Diwan-i-Aam
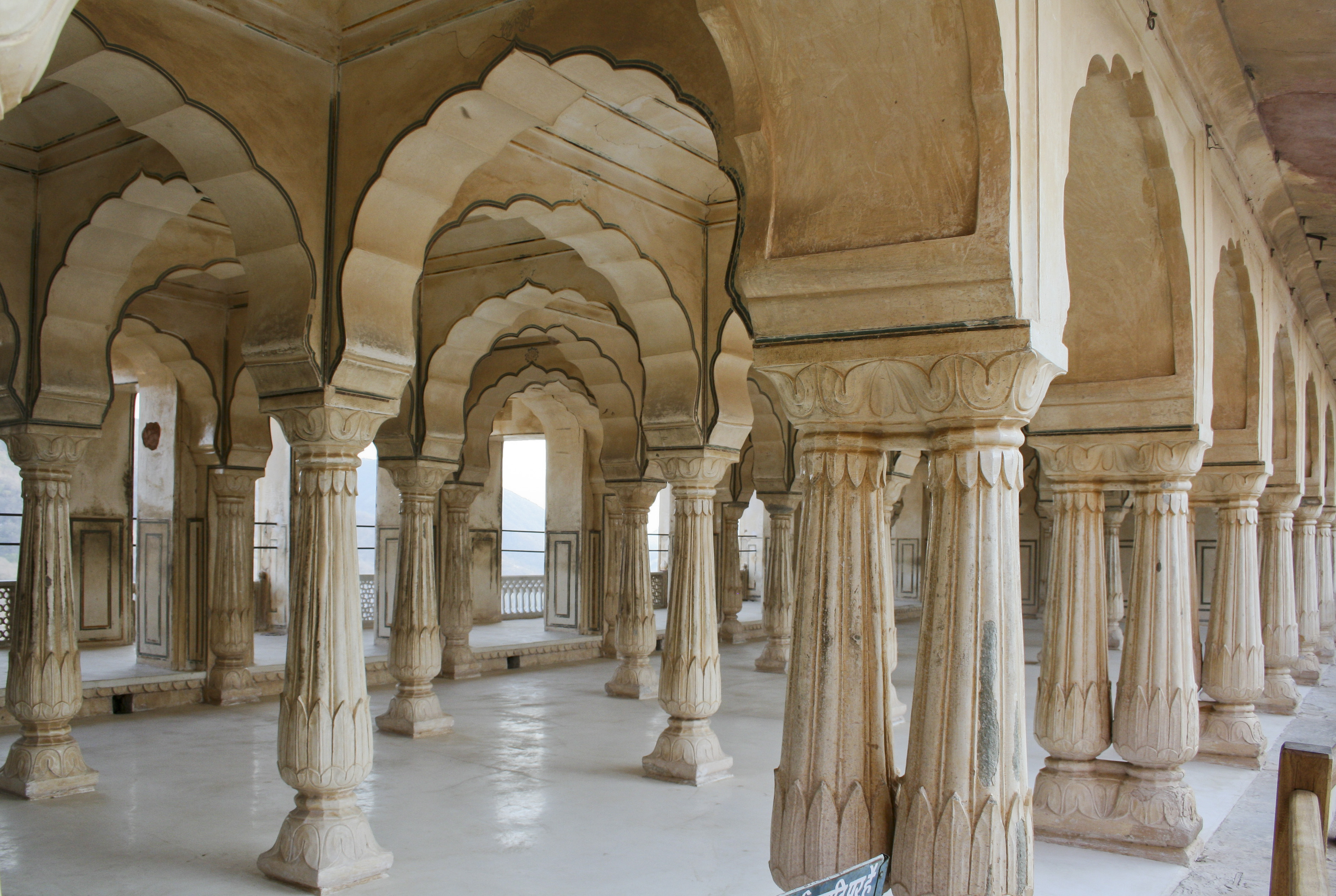
27 offices within the Amer Fort
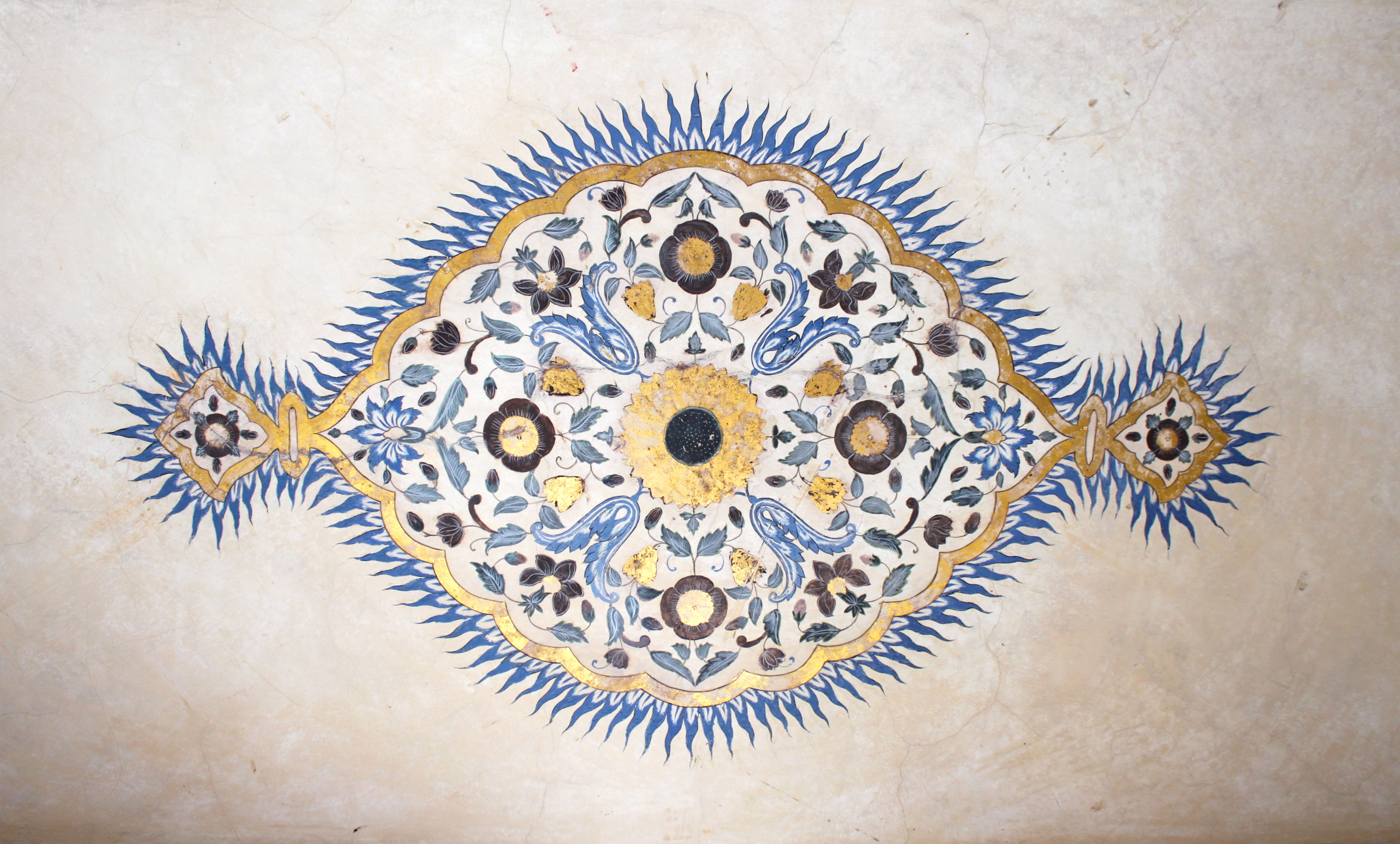
Ceiling painting Amber Fort
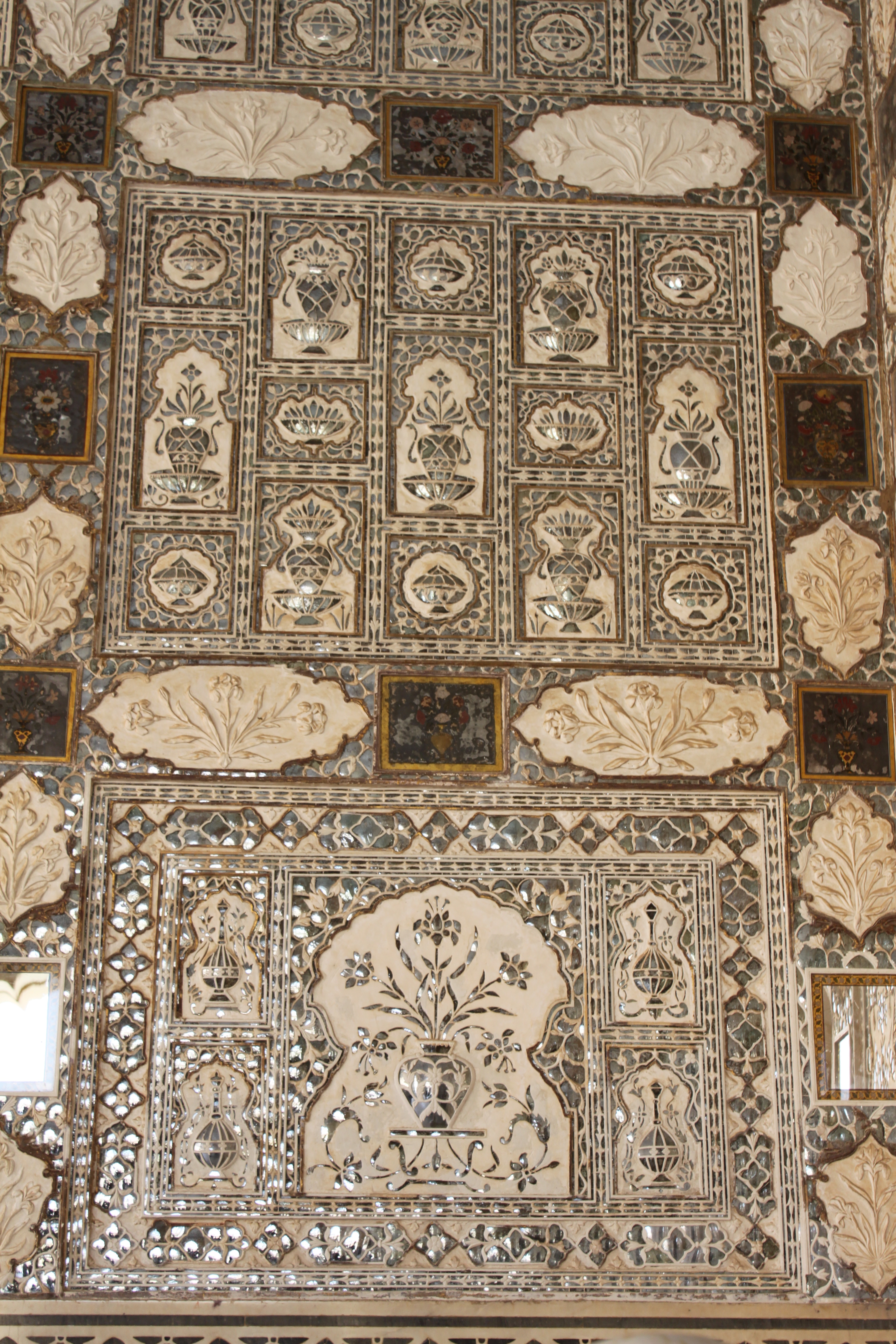
Mirror Palace details Amber Fort
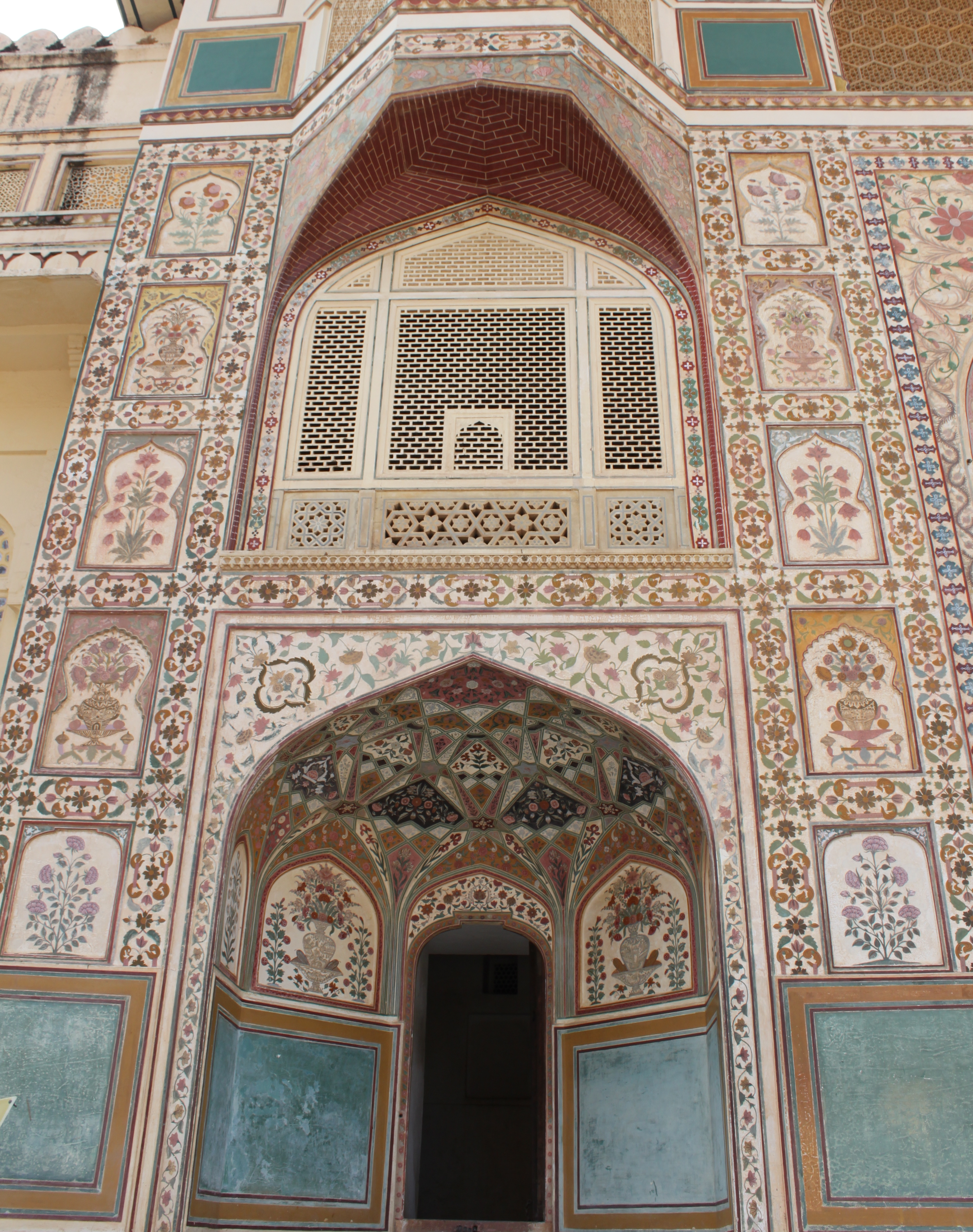
Side Panel Ganesh Pol Amber Fort
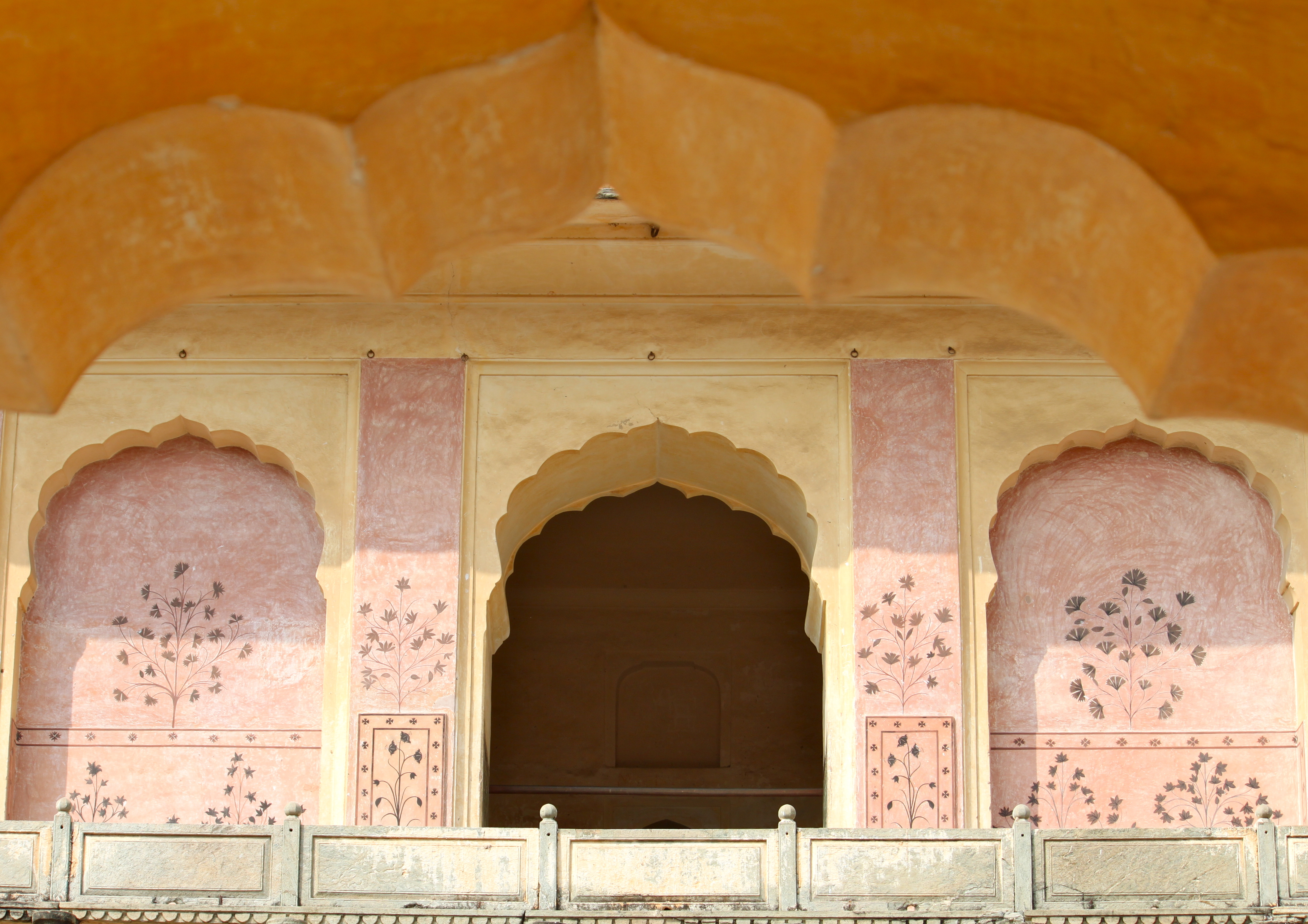
Second floor view Fourth Courtyard Amber Fort
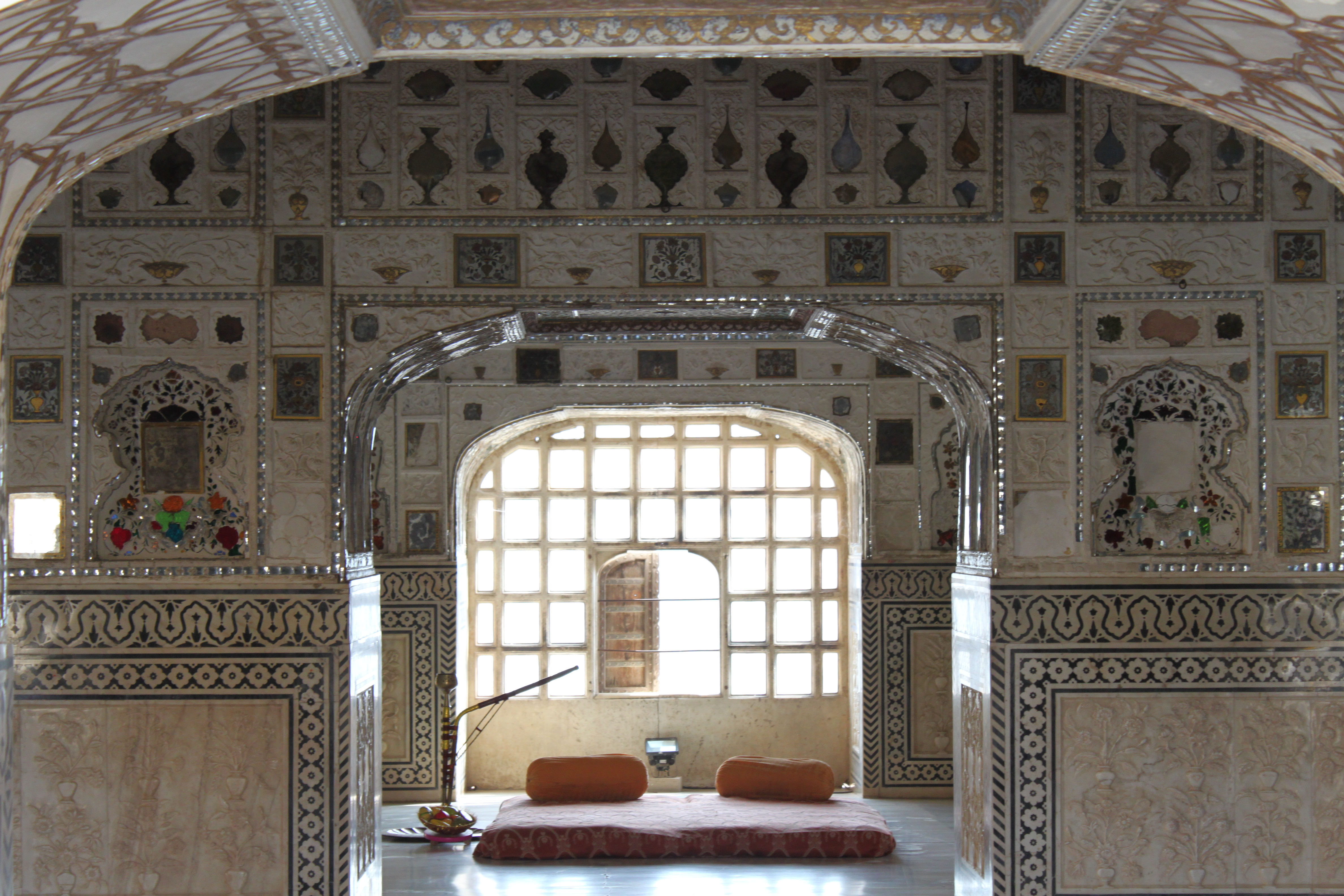
Second Courtyard Mirror Palace Amber Fort
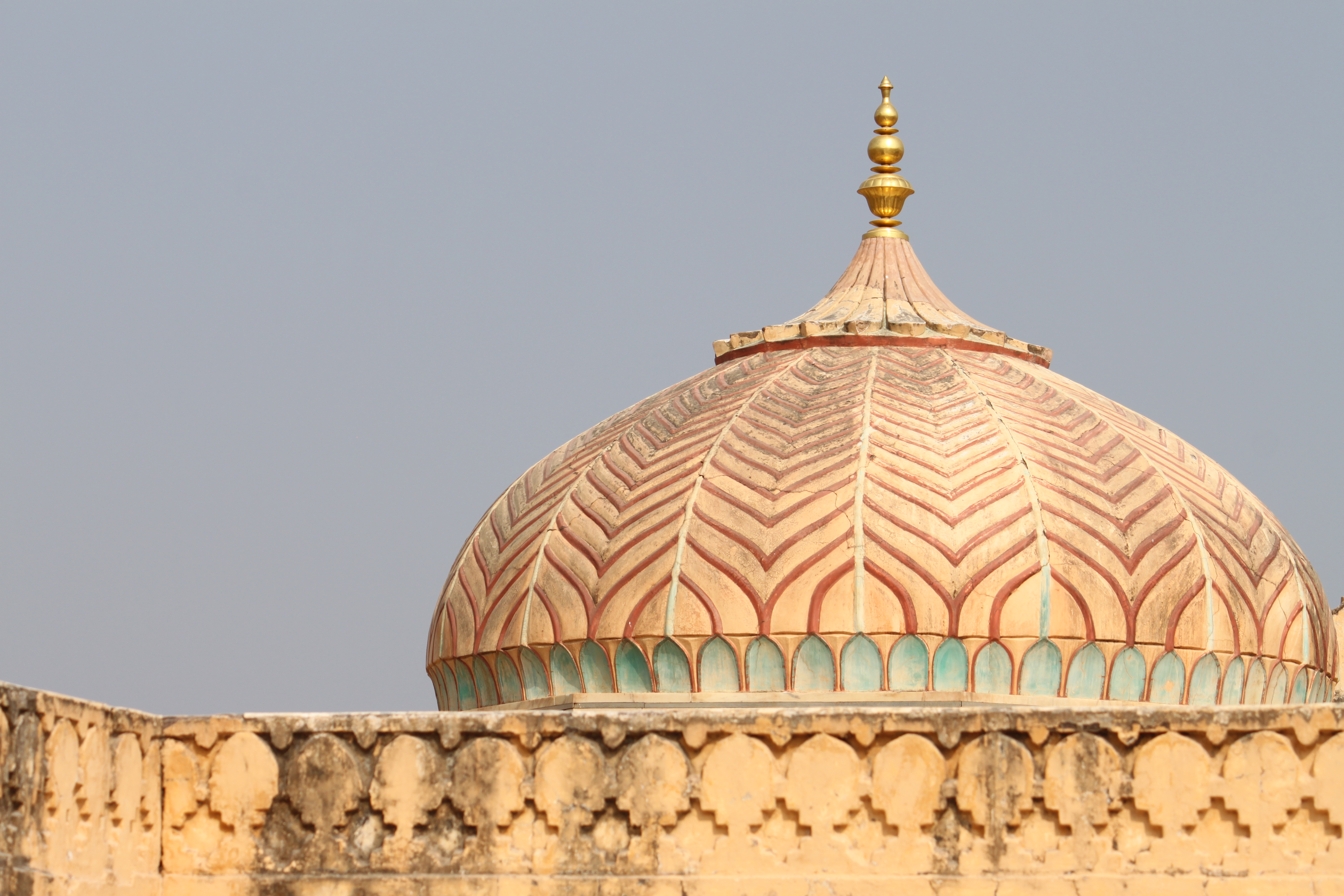
View of dome Amber Fort
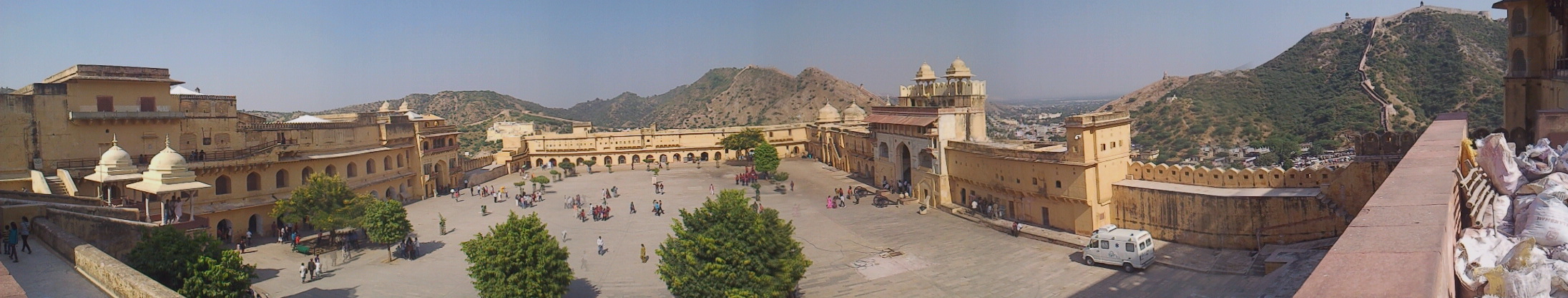
panorama of the courtyard